# Josef Veselý
Josef Veselý (28. července 1929 Zlámanka u Kroměříže – 5. února 2010 Ostrava) byl český katolický kněz, básník, novinář, spisovatel a politický vězeň komunistického režimu.

## Život
Josef Veselý studoval od roku 1940 na Arcibiskupském gymnáziu v Kroměříži, v roce 1948 (po přestávce v letech 1942-1945 vynucené uzavřením školy okupačními orgány) maturoval a vstoupil do Arcibiskupského kněžského semináře v Olomouci. V roce 1950, po násilném zrušení semináře, strávil 3 roky u PTP. Po návratu z PTP pracoval v letech 1954–1961 jako technický pracovník v Oblastní galerii v Gottwaldově.
V roce 1961 byl zatčen pro členství ve Společenství Vladimíra Neuwirtha a 25. července téhož roku ve vykonstruovaném procesu odsouzen na 13 let vězení. Dne 8. prosince 1962 jej ve Valdické věznici tajně vysvětil na kněze biskup Ján Chryzostom Korec. Po propuštění v roce 1965 pracoval jako dělník, pak v letech 1968-1970 dokončil svá teologická studia v Litoměřicích. Svou polní primiční mši sloužil v roce 1969 ve své rodné obci za velké účasti obyvatel z širokého okolí. Jako kněz působil jako kaplan v Ludgeřovicích (1970-1971), administrátor v Budišově nad Budišovkou (1971-1981), administrátor v Opavě-Jaktaři (1981-1987) a od roku 1987 se stal farářem ve farnosti Panny Marie Opava a děkanem děkanátu Opava. Dne 5. února 1991 byl jmenován čestným papežským prelátem. Byl také čestným kanovníkem Kolegiátní kapituly u sv. Mořice v Kroměříži. Ve své pastorační činnosti se soustřeďoval zejména na nemocné, děti a rodiny. V roce 2005 odešel na odpočinek.

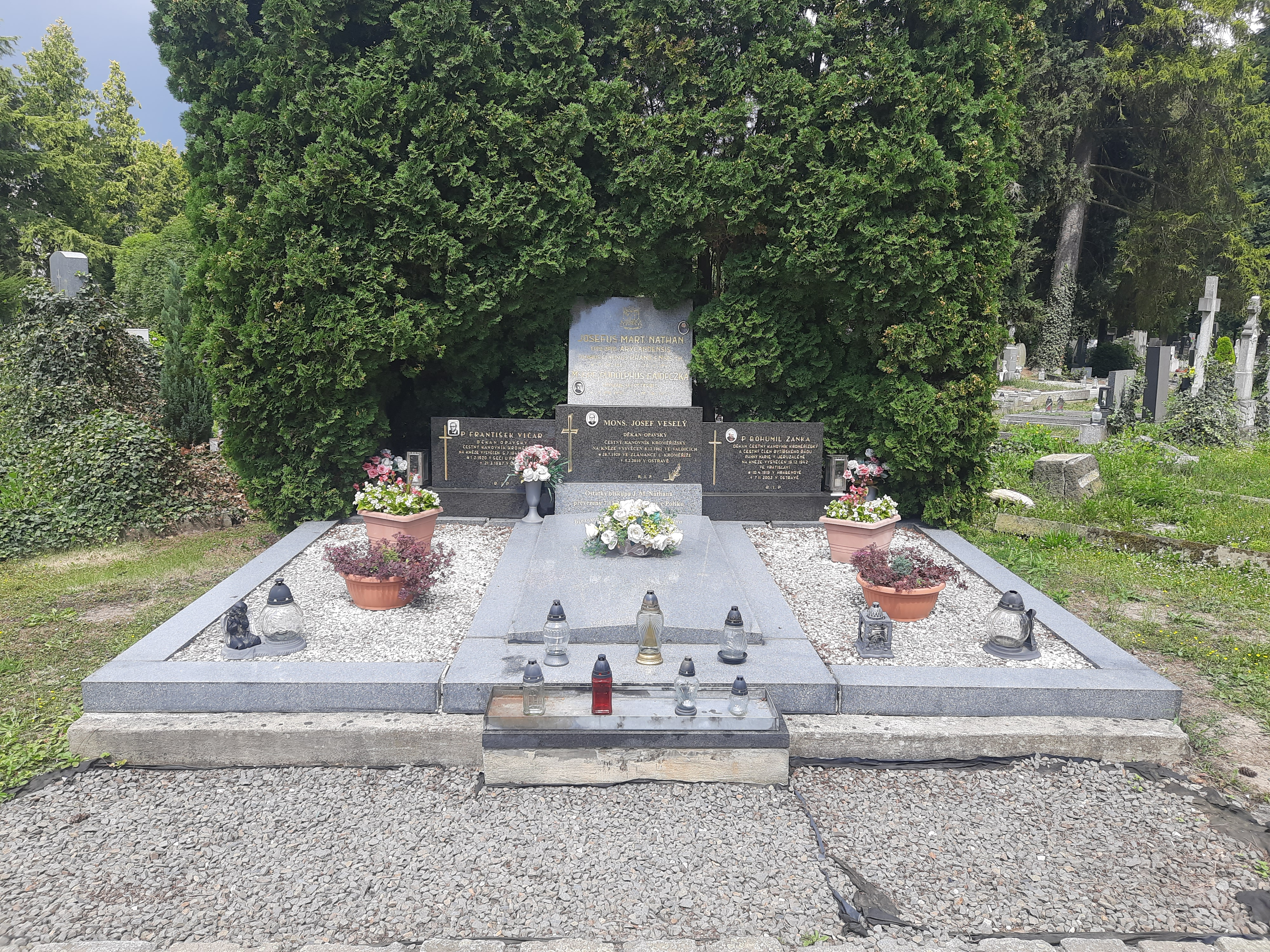
Hrobka duchovních na Městském hřbitově v Opavě, kde je pohřben Josef Veselý

Během svého života získal mnoho různých ocenění. V roce 2001 obdržel za svůj dlouholetý duchovní a kulturní přínos Opavě Cenu Petra Bezruče. V roce 2005 mu pak ČBK udělila cenu za duchovní literární činnost. Dne 28. října 2009 byl Josefu Veselému propůjčen Řád Tomáše Garrigua Masaryka III. třídy. Protože ze zdravotních důvodů si nemohl vyznamenání v Praze převzít, bylo mu předáno prezidentem Václavem Klausem na ostravské radnici 1. února 2010. Několik dní po předání vyznamenání Mons. Josef Veselý 5. února 2010 zemřel. Pohřben byl na Městském hřbitově v Opavě.

## Literární dílo
Josef Veselý publikoval řadu básní a textů, původně jako bibliofile a soukromé tisky. Knižně mu začaly vycházet až po roce 1989, kdy také začal přispívat do církevních periodik (např. časopis opavských farností Cesta). Jeho nejvýznamnější publikovaná díla jsou kolekce básnických sbírek Kamínky do mozaiky (1992) a Znamení (1992, 2004) a výbory z básnického díla Civilizace lásky (1996) a Ve znamení slunce (1999).